# Rovňany
Rovňany este o comună slovacă, aflată în districtul Poltár din regiunea Banská Bystrica. Localitatea se află la altitudinea de 237 m deasupra n.m., se întinde pe o suprafață de 9,61 km2 și în 2017 număra 257 de locuitori.

## Istoric
Localitatea Rovňany este atestată documentar din 1264.

## Demografie
| An:                | 1994 | 2004   | 2014   | 2024   |
| ------------------ | ---- | ------ | ------ | ------ |
| Număr de persoane: | 292  | 278    | 262    | 239    |
| Diferență:         |      | −4,79% | −5,75% | −8,77% |

| An:                | 2023 | 2024   |
| ------------------ | ---- | ------ |
| Număr de persoane: | 244  | 239    |
| Diferență:         |      | −2,04% |